# رستمكلا
رستمكلا (بالفارسية: رستمکلا) هي مدينة تقع في إيران في البلدة المركزية. يقدر عدد سكانها بـ 11,306 نسمة .